# Dave DK
Dave DK (* 1977 als David Krasemann) ist ein deutscher DJ und Musikproduzent im Bereich Techno/House.

## Leben
Dave DKs Karriere begann Mitte der 1990er Jahre als DJ und Veranstalter in der Techno-Szene Berlins. 1998 erschien seine erste Maxi bei Müller Records. Ab 1999 spielte er regelmäßig im Tresor und später in der Panorama Bar. 2015 erschien sein drittes Album beim Kölner Label Kompakt und er hatte u. a. einen Auftritt beim Hamburger Festival MS Dockville.

## Diskografie (Auswahl)

### Alben
- 2000: Sensory Overload (Müller Records)
- 2007: Lights and Colours (Moodmusic)
- 2015: Val Maira (Kompakt)

### Singles
- 1998: Nerven (Müller Records)
- 1999: Aquarell EP (Raummusik)
- 1999: Der Impuls (Müller Records)
- 2000: Let Me Entertain You! (Raummusik)
- 2000: Feeling (Decore)
- 2001: Sunrise (Raummusik)
- 2004: Swing (Regular)
- 2004: Spin That Wheel (Television)
- 2005: Rave Your Mind (Television)
- 2005: Breakdown (Television)
- 2005: This is not a Problem (Moodmusic)
- 2006: Hypnotize (Television Records)
- 2006: Okinawa Dance (Moodmusic Ltd)
- 2006: Rainshower EP mit Holger Zilske (Playhouse)
- 2007: Sweet Yellow (Moodmusic)
- 2008: Volar (Moodmusic)
- 2008: Detox mit Holger Zilske (Dialect Battle)
- 2009: Cinema Coimbra (Moodmusic)
- 2009: You Will Find Out mit Holger Zilske, Richard Davis (Moodmusic)
- 2010: Retake One (Moodmusic)
- 2013: Palmaille (Kompakt)
- 2014: Woolloomooloo (Pampa Records)
- 2016: Val Maira Remixe (Kompakt)
- 2018: Saida 222 (Hart & Tief)
- 2018: Johnny Belinda Remixes (Subtract Music)
- 2019: Chicama EP (Pampa Records)
- 2022: Vape (Dave DK Remix) (Bar 25 Music)
- 2023: knock knock Remixes #2 (Pampa Records)
- 2023: Endless (Dave DK Remixes) (Anjunadeep)